# Joel Groth
Joel Groth, född 14 maj i Bollnäs1991,men uppväxt i Arbrå är en svensk friidrottare (kortdistans- och häcklöpning) tävlande för Bollnäs FIK. Han vann SM-guld på 400 meter häck utomhus år 2015 och 400 meter utan häckar inomhus år 2016.

## Karriär
Groth sprang korta stafetten ihop med Benjamin Olsson, David Sennung och Jan Wocalewsk vid U23-EM 2013 i Tammerfors. Laget tog sig till final där man kom på en åttonde och sista plats.
Under 2018 fick Groth representera Sverige på EM i Berlin då han (tillsammans med Carl Bengtström, Erik Martinsson, och Dennis Forsman) sprang i stafettlaget på 4 x 400 meter. Laget blev dock diskvalificerat i sitt försöksheat efter strul med ena växlingen.

## Personliga rekord
| Utomhus - 100 meter – 10,31 (Skara 6 juni 2015) - 200 meter – 20,96 (Sollentuna 7 juni 2015) - 400 meter – 46,57 (Stockholm 30 juli 2015) - 300 meter häck – 38,14 (Helsingfors, Finland 30 augusti 2008) - 400 meter häck – 50,79 (Söderhamn 9 augusti 2015) | Inomhus - 60 meter – 6,92 (Bollnäs 5 januari 2014) - 200 meter – 21,53 (Göteborg 23 februari 2014) - 400 meter – 47,82 (Bollnäs 6 februari 2016) |